# Selected Poems 1956–1968
Selected Poems 1956–1968 je sbírka básní kanadského spisovatele a hudebníka Leonarda Cohena. Vyšla v roce 1968 a vedle starších, dříve publikovaných básní obsahuje také celkem dvacet nových. O rok později byla vydána také v Anglii a v následujících letech byla přeložena do mnoha jazyků (například do hebrejštiny, němčiny či francouzštiny). Během několika měsíců po vydání se prodalo přibližně 200 000 výtisků. Za tuto sbírku Cohen získal Cenu generálního guvernéra za poezii, ale odmítl ji přijmout.